# Farina (cognome)
Farina è un cognome di lingua italiana.

## Varianti
Farini, La Farina, Farinella, Farinelli, Farinela, Farinetti, Farinola, Farinotti, Farinoni, Farinon, Farinacci, Farinasso, Farinazzo, Farinaro, Farinari, Farinesi.

## Origine e diffusione
Deriva dal latino farīnă che significa "farro", soprannome che trae origine dal mestiere di ortolano.
Presente in tutta l'Italia, sono oltre 7.500 le famiglie italiane che portano questo cognome, che risulta più frequente in Lombardia e Campania. È il trentottesimo cognome italiano per diffusione.

## Persone
- Achille Farina, pittore, litografo e ceramista italiano (Faenza, n.1804 - Faenza, † 1879)
- Giovanni Farina, militare e aviatore italiano (San Giovanni a Teduccio, n.1901 - Cielo della Sardegna, † 1942)
- Guido Farina, pittore italiano (Verona, n.1896 - Padova, † 1957)